# Savagnier
Savagnier es una localidad y antigua comuna suiza del cantón de Neuchâtel, situada en el distrito de Val-de-Ruz. Desde el 1 de enero de 2013 hace parte de la comuna de Val-de-Ruz.

## Historia
La primera mención escrita de Savagnier data de 1143 cuando aparece en un documento con el nombre de Savaigner. La comuna mantuvo su autonomía hasta el 31 de diciembre de 2012. El 1 de enero de 2013 pasó a ser una localidad de la comuna de Val-de-Ruz, tras la fusión de las antiguas comunas de Boudevilliers, Cernier, Chézard-Saint-Martin, Coffrane, Dombresson, Engollon, Fenin-Vilars-Saules, Fontainemelon, Fontaines, Les Geneveys-sur-Coffrane, Les Hauts-Geneveys, Montmollin, Le Pâquier, Savagnier y Villiers.

## Geografía
La antigua comuna limitaba al norte con la comuna de Dombresson, al noreste con Villiers, al este con Enges, al sur con Neuchâtel, al suroeste con Fenin-Vilars-Saules, al oeste con Engollon, y al noroeste con Chézard-Saint-Martin.

## Demografía
En la siguiente tabla se muestra la evolución de la población histórica de la comuna:

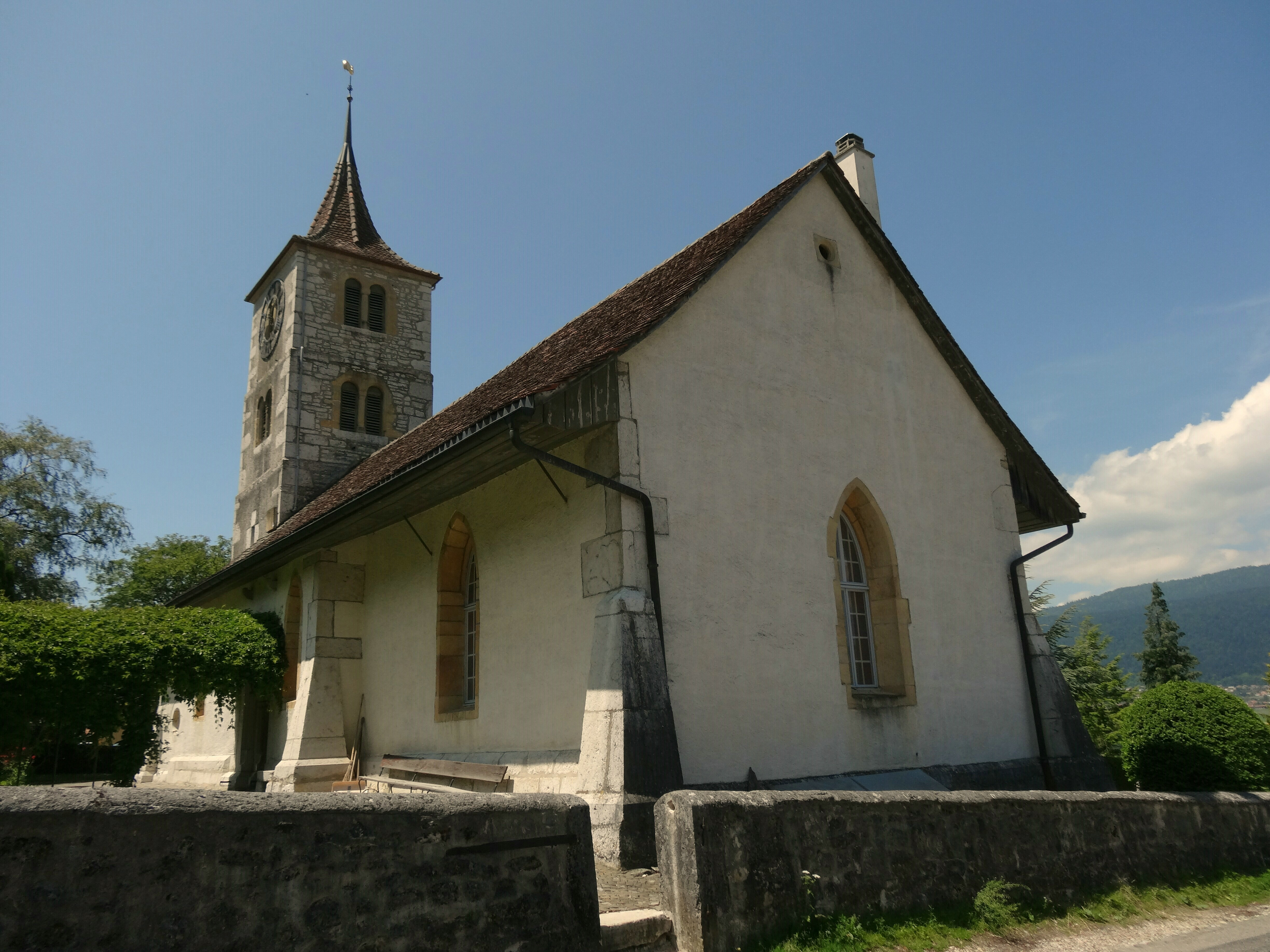
Iglesia de Savagnier.